# 邓振询
邓振询（1904年8月21日—1943年8月3日），字仲铭。江西省兴国县人。新四军将领。

## 生平
早年领导兴国暴动，后任兴国县总工会委员长，中华苏维埃政府执行委员兼劳动部部长。1934年，随红军参加长征。抗日战争期间，进入新四军，并任中共江西省委副书记。1940年，先后任中共苏皖区委书记，新四军苏南军政委员会书记，苏南行政公署副主任。1943年8月3日，在江宁县禄口与国军第三十二集团军交战，并阵亡。中华人民共和国成立后江宁县政府在竹山的西北山腰，修建仲铭亭以纪念。